# Ягудин, Александр
Алекса́ндр Ягу́дин (род. 1960) — советский легкоатлет, специалист по бегу на короткие дистанции. Выступал на всесоюзном уровне в конце 1970-х — начале 1980-х годов, обладатель бронзовой медали Спартакиады народов СССР, серебряный и бронзовый призёр чемпионатов СССР, победитель первенств всесоюзного значения. Представлял Москву и физкультурно-спортивное общество «Динамо».

## Биография
Александр Ягудин родился в 1960 году. Занимался лёгкой атлетикой в Москве, выступал за физкультурно-спортивное общество «Динамо».
Первого серьёзного успеха добился в сезоне 1979 года, когда на VII летней Спартакиаде народов СССР в Москве с партнёрами по московской команде Андреем Шляпниковым, Николаем Сидоровым и Александром Черкашиным выиграл бронзовую медаль в зачёте эстафеты 4 × 200 метров, уступив командам из США и РСФСР, а также стал серебряным призёром разыгрывавшегося здесь чемпионата СССР. Попав в состав советской сборной, выступил на юниорском европейском первенстве в Быдгоще — в беге на 200 метров установил свой личный рекорд на предварительном квалификационном этапе (21,78), но на стадии полуфиналов сошёл с дистанции, тогда как в эстафете 4 × 200 метров вместе с соотечественниками занял в финале пятое место.
В 1980 году принимал участие в чемпионате СССР в Донецке и с теми же партнёрами выиграл бронзовую медаль в программе эстафеты 4 × 100 метров — на сей раз их обошли команды из Ленинграда и Украинской ССР.